# Puiu Hașotti
Pour les articles homonymes, voir Puiu.
Puiu Hașoti, né le 14 juin 1953 à Constanța, est un homme politique roumain, du Parti national libéral (PNL).
Il a été membre de la Convention sur l'avenir de l'Europe et est actuellement sénateur roumain, président du groupe libéral au Sénat.
Il est docteur ès-sciences historiques de la faculté d'histoire de l'université de Bucarest, et professeur à l'université Ovidius de Constanța.
Il a été un candidat battu (14,7 %) à la mairie de Constanța.
Il a tenu des propos homophobes en 2013 : « Je n'ai absolument rien à reprocher aux homosexuels, je les considère juste comme des malades. ».